# Nitidiscala catalinensis
Nitidiscala catalinensis är en snäckart som först beskrevs av Dall 1917.  Nitidiscala catalinensis ingår i släktet Nitidiscala och familjen vindeltrappsnäckor. Inga underarter finns listade i Catalogue of Life.